# Ron Rash
Ron Rash (Chester, Carolina del Sur, 25 de septiembre de 1953) es un novelista y poeta estadounidense, reconocido principalmente por su novela de 2008 Serena, adaptada al cine en la película del mismo nombre de 2014.
Los poemas e historias de Rash han aparecido en más de 100 revistas y periódicos. Serena recibió críticas entusiastas dentro y fuera de los Estados Unidos y fue finalista del Premio PEN/Faulkner en 2009.
Además de ser un novelista superventas, Rash ha logrado reconocimiento internacional como autor de cuentos, ganando el Premio Frank O'Connor en 2010 por Burning Bright. Trabajos recientes como The Outlaws (2013) demuestran la capacidad de Rash para crear tragedias universales fuera de la vida cotidiana en el sur de los Apalaches. Ron Rash además enseña poesía y escritura de ficción en el Departamento de Inglés de la Universidad del Oeste de Carolina.